# Gentianaceae
Famille
Classification APG III (2009)
La famille des Gentianacées ou des Gentianées (Gentianaceae) regroupe des plantes dicotylédones. Classiquement ce sont, pour la plupart, des plantes herbacées, autotrophes ou saprophytes parfois, des régions froides à tropicales. C'est une famille cosmopolite, qui comprend traditionnellement environ 700 espèces réparties en 80 genres.
Dans la classification phylogénétique APG (1998) et la classification phylogénétique APG II (2003) la famille des Gentianacées incorpore de nouvelles espèces et inclut des arbustes, arbres et lianes. Elle  comprend dans ce cas, 1 650 espèces réparties en près de 82 genres.
Dans la classification phylogénétique APG (1998) et la classification phylogénétique APG IV (2016) la famille des Gentianacées incorpore de nouvelles espèces et comprend alors 3 204 espèces réparties en 110 genres.
En France on peut citer les genres :
- Gentiana avec la grande gentiane (Gentiana lutea) aux fleurs jaunes. La fermentation de ses rhizomes permet de distiller un alcool traditionnel dans les régions de moyenne montagne (Jura, Auvergne). C'est un genre bien représenté dans la flore alpine avec une série d'espèces, comme la gentiane des neiges, aux fleurs bleues à corolle soudée en cloche ou en entonnoir.
- Centaurium avec la petite centaurée (Centaurium erythraea) aux petites fleurs roses.
- Gentianella : ce sont des plantes aux fleurs du même type mais en grappes ramifiées.

## Étymologie
Le nom vient du genre type Gentiana, ancien nom grec et latin de cette plante. Selon Pline l'Ancien, la gentiane (certainement Gentiana lutea L.) aurait été découverte par Gentius (ou Genthios), roi des Illyriens (actuelle Albanie).

## Liste des tribus
La classification APG y distingue 6 tribus :
- tribu Chironieae (G.Don) Endl.
  - sous-tribu Canscorinae Thiv & Kadereit
  - sous-tribu Chironiinae G.Don
  - sous-tribu Coutoubeinae G.Don
- tribu Exaceae Colla
- tribu Gentianeae Colla
  - sous-tribu Gentianinae G.Don
  - sous-tribu Swertiinae (Griseb.) Rchb.
- tribu Helieae Gilg
- tribu Potalieae Rchb. - à ne pas confondre avec la famille non reconnue des Potaliacées (y compris par BioLib[6]).
  - sous-tribu Faroinae Struwe & V.A.Albert
  - sous-tribu Lisianthiinae G.Don
  - sous-tribu Potaliinae (Mart.) Progel
- tribu Saccifolieae
- incertae sedis Voyria

### Phylogénie
|  | Chironieae                                                                         |
|  |                                                                                    |
|  | \| \| Helieae \| \| \| \| \| \| Potalieae \| \| \| \| \| \| Gentianeae \| \| \| \| |
|  |                                                                                    |
|  | Helieae                                                                            |
|  |                                                                                    |
|  | Potalieae                                                                          |
|  |                                                                                    |
|  | Gentianeae                                                                         |
|  |                                                                                    |

|  | Helieae    |
|  |            |
|  | Potalieae  |
|  |            |
|  | Gentianeae |
|  |            |

|  | Chironieae                                                                         |
|  |                                                                                    |
|  | \| \| Helieae \| \| \| \| \| \| Potalieae \| \| \| \| \| \| Gentianeae \| \| \| \| |
|  |                                                                                    |
|  | Helieae                                                                            |
|  |                                                                                    |
|  | Potalieae                                                                          |
|  |                                                                                    |
|  | Gentianeae                                                                         |
|  |                                                                                    |

|  | Helieae    |
|  |            |
|  | Potalieae  |
|  |            |
|  | Gentianeae |
|  |            |

|  | Chironieae                                                                         |
|  |                                                                                    |
|  | \| \| Helieae \| \| \| \| \| \| Potalieae \| \| \| \| \| \| Gentianeae \| \| \| \| |
|  |                                                                                    |
|  | Helieae                                                                            |
|  |                                                                                    |
|  | Potalieae                                                                          |
|  |                                                                                    |
|  | Gentianeae                                                                         |
|  |                                                                                    |

|  | Helieae    |
|  |            |
|  | Potalieae  |
|  |            |
|  | Gentianeae |
|  |            |

|  | Chironieae                                                                         |
|  |                                                                                    |
|  | \| \| Helieae \| \| \| \| \| \| Potalieae \| \| \| \| \| \| Gentianeae \| \| \| \| |
|  |                                                                                    |
|  | Helieae                                                                            |
|  |                                                                                    |
|  | Potalieae                                                                          |
|  |                                                                                    |
|  | Gentianeae                                                                         |
|  |                                                                                    |

|  | Helieae    |
|  |            |
|  | Potalieae  |
|  |            |
|  | Gentianeae |
|  |            |

## Liste des genres
Selon GBIF (10 février 2024) :
- Adenolisianthus (Spruce ex Progel) Gilg - 1 espèce
- Anthocleista Afzel. ex R.Br. - 26 espèces
- Aripuana Struwe, Maas & V.A.Albert - 1 espèce
- Bartonia Muhl. ex Willd. - 12 espèces
- Bisgoeppertia Kuntze - 4 espèces
- Blackstonia Huds. - 16 espèces
- Calolisianthus Gilg - 13 espèces
- Canscora Lam. - 17 espèces
- Canscorinella Shahina & Nampy - 3 espèces
- Celiantha Maguire - 3 espèces
- Centaurium Hill - 96 espèces
- Chelonanthus (Griseb.) Gilg - 21 espèces
- Chironia L. - 50 espèces
- Chorisepalum Gleason & Wodehouse - 6 espèces
- Cicendia (Adans.) Belli - 2 espèces
- Comastoma (Wettst.) Toyok. - 32 espèces
- Congolanthus A.Raynal - 1 espèce
- Coutoubea Aubl. - 8 espèces
- Cracosna Gagnep. - 3 espèces
- Crawfurdia Wall. - 37 espèces
- Curtia Cham. & Schltdl. - 10 espèces
- Cyrtophyllum Reinw. ex Blume - 8 espèces
- Deianira Cham. & Schltdl. - 8 espèces
- Djaloniella P.Taylor - 2 espèces
- Duplipetala Thiv - 2 espèces
- Enicostema Blume - 8 espèces
- Erythraea L., 1796 - 6 espèces
- Eustoma Salisb. - 3 espèces
- Exaculum Caruel - 3 espèces
- Exacum L. - 118 espèces
- Exochaenium Griseb. - 37 espèces
- Fagraea Thunb. - 92 espèces
- Faroa Welw. - 21 espèces
- Frasera Walter - 22 espèces
- Geniostemon Engelm. & A.Gray - 4 espèces
- Gentiana Tourn. ex L. - 842 espèces
- Gentianaceaeformis B.Biswas, 1962 - 1 espèce
- Gentianella Moench - 408 espèces
- Gentianopsis Ma - 42 espèces
- Gentianothamnus Humbert - 2 espèces
- Gyrandra Griseb. - 6 espèces
- Halenia Borkh. - 77 espèces
- Helia Mart. - 4 espèces
- Henricea Lem.-Lis. - 1 espèce
- Hockinia Gardner - 1 espèce
- Hoppea Willd. - 3 espèces
- Irlbachia Mart. - 11 espèces
- Ixanthus Griseb. - 2 espèces
- Jaeschkea Kurz - 4 espèces
- Karina Boutique - 1 espèce
- Klackenbergia Kissling - 3 espèces
- Kuepferia Adr.Favre - 22 espèces
- Lagenias E.Mey. - 1 espèce
- Latouchea Franch. - 1 espèce
- Lehmaniella Gilg - 1 espèce
- Lehmanniella Gilg - 8 espèces
- Limahlania K.M.Wong & Sugumaran - 1 espèce
- Lisianthius P.Browne - 57 espèces
- Lisianthus P.Browne - 37 espèces
- Lomatogoniopsis T.N.Ho & S.W.Liu - 5 espèces
- Lomatogonium A.Braun - 45 espèces
- Macrocarpaea (Griseb.) Gilg - 132 espèces
- Megacodon (Hemsl.) Harry Sm. - 6 espèces
- Meristostylis  - 3 espèces
- Metagentiana T.N.Ho & S.W.Liu - 18 espèces
- Microcala Hoffmanns. & Link - 1 espèce
- Microrphium C.B.Clarke - 4 espèces
- Neblinantha Maguire - 2 espèces
- Neurotheca Salisb. ex Benth. & Hook.f. - 8 espèces
- Obolaria L. - 2 espèces
- Oreonesion A.Raynal - 2 espèces
- Ornichia Klack. - 7 espèces
- Orphium E.Mey. - 4 espèces
- Phyllocyclus Kurz - 5 espèces
- Picrophloeus Blume - 4 espèces
- Potalia Aubl. - 11 espèces
- Prepusa Mart. - 7 espèces
- Pterygocalyx Maxim. - 2 espèces
- Pycnosphaera Gilg - 2 espèces
- Rogersonanthus Maguire & B.M.Boom - 2 espèces
- Roraimaea Struwe, S.Nilsson & V.A.Albert - 2 espèces
- Sabatia Adans. - 39 espèces
- Saccifolium Maguire & Pires - 2 espèces
- Schenkia Griseb. - 7 espèces
- Schinziella Gilg - 1 espèce
- Schultesia Mart. - 22 espèces
- Sebaea Sol. ex R.Br. - 88 espèces
- Senaea Taub. - 3 espèces
- Sinogentiana Adr.Favre & Y.M.Yuan - 4 espèces
- Sipapoantha Maguire & B.M.Boom - 2 espèces
- Swertia L. - 290 espèces
- Symbolanthus G.Don - 38 espèces
- Symphyllophyton Gilg - 7 espèces
- Tachia Aubl. - 20 espèces
- Tachiadenus Griseb. - 17 espèces
- Tapeinostemon Benth. - 11 espèces
- Tetrapollinia Maguire & B.M.Boom - 2 espèces
- Tripterospermum A.T.Brongniart, 1874 - 1 espèce
- Tripterospermum Blume - 48 espèces
- Urogentias Gilg & Gilg-Ben. - 2 espèces
- Utania G.Don - 14 espèces
- Veratrilla Franch. - 3 espèces
- Villarsites Münster, 1842 - 1 espèce
- Voyria Aubl. - 44 espèces
- Voyriella (Miq.) Miq. - 1 espèce
- Voyrioseminites B.S.Trivedi & S.K.Chaturvedi, 1972 - 1 espèce
- Yanomamua J.R.Grant, Maas & Struwe - 1 espèce
- Zeltnera G.Mans. - 27 espèces
- Zonanthus Griseb. - 1 espèce
- Zygostigma Griseb. - 1 espèce

anciens genres :
- Adenesma Griseb., 1845
- Agathotes D.Don
- Agina Necker ex Post & O.Kuntze, 1903
- Anthopogon Neck., 1790
- Canscora Griseb., 1838
- Centaureum Ruppius
- Centaurium Gilib., 1781
- Chiophilla Rafinesque, 1837
- Cicendia Adans.
- Cicendia Griseb.
- Coelanthe Griseb., 1838
- Coutoubaea Ham., 1825
- Coutubea Steud., 1840
- Cutlera Raf., 1818
- Cutubea J.St.-Hil., 1805
- Cyrtophyllum Reinw.
- Ellisia Garden
- Enicostemma Steud., 1840
- Enstoma A.Juss.
- Eophyton Benth. & Hook.f., 1876
- Erithalia Bunge ex Steud., 1840
- Erithraea Schur
- Erythaea Pfeiff., 1874
- Erythalia Delarbre, 1800
- Erythrea Borkh.
- Eurytalia Fourr., 1869
- Exacon Adans., 1763
- Hackela Pohl
- Halenea Wight
- Hippion Kuntze, 1891
- Hopea Vahl, 1804
- Hoppia Spreng.
- Lagenanthus Gilg
- Limnanthus Neck., 1790
- Menianthes Neck.
- Menianthus Gouan, 1762
- Menyantes Zumagl.
- Nuttalla Raf., 1818
- Oreophylax Kusn. ex Connor & Edgar, 1987
- Oreophylax Willis, 1919
- Paracelsia Hassk., 1847
- Perepusa Steud., 1840
- Petalostylis Lindl.
- Picria Benth. & Hook.f., 1876
- Plurimaria Rafinesque, 1837
- Purdieanthus Gilg
- Roslinia G.Don
- Sabbatia Adans., 1763
- Schultzia Raf., 1808
- Schweykerta Griseb., 1845
- Sebeekia Steud., 1841
- Sinoswertia T.N.Ho, S.W.Liu & J.Q.Liu
- Swertia St.-Lag., 1889
- Sweertia W.D.J.Koch, 1844
- Tesserantherum Curran, 1885
- Tesseranthium Pritz., 1865
- Tetragonanthus J.G.Gmel., 1769
- Tetrorhiza Raf., 1837
- Tetrorrhiza Steud., 1841
- Thylacitis Rafinesque, 1837
- Thylactitis Steud., 1840
- Topeinostemon Müll.Berol., 1859
- Trachysperma
- Valerandia Necker ex O.Kuntze, 1891
- Vohiria Juss., 1789
- Voyra Rchb., 1828
- Waldschmidia (Weber) 1780
- Waldschmidtia Bluff & Fingerh.
- Xestaea Griseb.

Selon Angiosperm Phylogeny Website (6 juil. 2010) :
- Anthocleista Afzel. ex R. Brown
- Bartonia Muhl. ex Willd.
- Bisgoeppertia Kuntze
- Blackstonia Huds.
- Canscora Lamarck
- Celiantha Maguire
- Centaurium Hill
- Chironia L.
- Chorisepalum Gleason & Wodehouse
- Cicendia Adans.
- Comastoma Toyok.
- Congolanthus A.Raynal
- Cotylanthera Blume
- Coutoubea Aublet
- Cracosna Gagnep.
- Crawfurdia Wall.
- Curtia Cham. & Schltdl.
- Deianira Cham. & Schltdl.
- Djaloniella P.Taylor
- Enicostema Blume
- Eustoma Salisb.
- Exaculum Caruel
- Exacum L.
- Fagraea Thunb.
- Faroa Welw.
- Frasera Walter
- Geniostemon Engelm. & A.Gray
- Gentiana L.
- Gentianella Moench
- Gentianopsis Ma
- Gentianothamnus Humbert
- Halenia Borkh.
- Hockinia Gardner
- Hoppea Willd.
- Irlbachia Mart.
- Ixanthus Griseb.
- Jaeschkea Kurz
- Karina Boutique
- Lapithea Griseb.
- Latouchea Franch.
- Lehmanniella Gilg
- Lisianthius P.Browne
- Lomatogoniopsis T.N.Ho & S.W.Liu
- Lomatogonium A.Braun
- Macrocarpaea Gilg
- Megacodon (Hemsl.) Harry Sm.
- Microrphium C.B.Clarke
- Neblinantha Maguire
- Neurotheca Salisb. ex Bentham
- Obolaria L.
- Oreonesion J.Raynal
- Ornichia Klack.
- Orphium E.Mey.
- Potalia Aublet
- Prepusa Mart.
- Pterygocalyx Maxim.
- Pycnosphaera Gilg
- Rogersonanthus Maguire & B.M.Boom
- Sabatia Adans.
- Saccifolium
- Schinziella Gilg
- Schultesia Mart.
- Sebaea Sol. ex R. Brown
- Senaea Taub.
- Sipapoantha Maguire & B.M.Boom
- Swertia L.
- Symbolanthus G.Don
- Symphyllophyton Gilg
- Tachia Aublet
- Tachiadenus Griseb.
- Tapeinostemon Bentham
- Tetrapollinia Maguire & B.M.Boom
- Tripterospermum Blume
- Urogentias Gilg & Gilg-Ben.
- Veratrilla (Baillon) Franch.
- Voyria Aublet
- Voyriella Miq.
- Wurdackanthus Maguire
- Zonanthus Griseb.
- Zygostigma Griseb.

Selon NCBI (6 juil. 2010) :
- tribu Chironieae
  - Bisgoeppertia
  - Blackstonia
  - Canscora
  - Centaurium
  - Chironia
  - Cicendia
  - Coutoubea
  - Deianira
  - Eustoma
  - Exaculum
  - Geniostemon
  - Gyrandra
  - Hoppea
  - Ixanthus
  - Microrphium
  - Orphium
  - Sabatia
  - Schenkia
  - Schinziella
  - Schultesia
  - Symphyllophyton
  - Xestaea
  - Zeltnera
- tribu Exaceae
  - Cotylanthera
  - Exacum
  - Exochaenium
  - Gentianothamnus
  - Lagenias
  - Ornichia
  - Sebaea
  - Tachiadenus
- tribu Gentianeae
  - Bartonia
  - Chionogentias
  - Comastoma
  - Crawfurdia
  - Frasera
  - Gentiana
  - Gentianella
  - Gentianodes
  - Gentianopsis
  - Halenia
  - Jaeschkea
  - Latouchea
  - Lomatogoniopsis
  - Lomatogonium
  - Megacodon
  - Metagentiana
  - Obolaria
  - Pterygocalyx
  - Swertia
  - Tripterospermum
  - Veratrilla
- tribu Helieae
  - Adenolisianthus
  - Aripuana
  - Calolisianthus
  - Chelonanthus
  - Chorisepalum
  - Helia
  - Irlbachia
  - Lehmanniella
  - Macrocarpaea
  - Neblinantha
  - Prepusa
  - Purdieanthus
  - Symbolanthus
  - Tachia
  - Tetrapollinia
- tribu Potalieae
  - Anthocleista
  - Djaloniella
  - Enicostema
  - Fagraea
  - Faroa
  - Lisianthius
  - Neurotheca
  - Oreonesion
  - Potalia
  - Pycnosphaera
  - Urogentias
- tribu Saccifolieae
  - Curtia
  - Saccifolium
  - Voyriella

Selon DELTA Angio (6 juil. 2010) :
- Bartonia
- Belmontia
- Bisgoeppertia
- Blackstonia
- Canscora
- Celiantha
- Centaureum
- Chironia
- Chorisepalum
- Cicendia
- Comastoma
- Congolanthus
- Cotylanthera
- Coutoubea
- Cracosna
- Crawfurdia
- Curtia
- Deianira
- Djaloniella
- Enicostema
- Eustoma
- Exaculum
- Exacum
- Faroa
- Frasera
- Gentiana
- Gentianella
- Gentianopsis
- Gentianothamnus
- Halenia
- Hockinia
- Hoppea
- Irlbachia
- Ixanthus
- Jaeschkea
- Karina
- Latouchea
- Lehmanniella
- Lisianthius
- Lomatogoniopsis
- Lomatogonium
- Macrocarpaea
- Megacodon
- Microrphium
- Monodiella
- Neblinantha
- Neurotheca
- Obolaria
- Oreonesion
- Ornichia
- Orphium
- Parajaeschkea
- Prepusa
- Pterygocalyx
- Pycnosphaera
- Rogersonanthus
- Sabatia
- Schinziella
- Schultesia
- Sebaea
- Senaea
- Sipapoantha
- Swertia
- Symbolanthus
- Symphyllophyton
- Tachia
- Tachiadenus
- Tapeinostemon
- Tetrapollinia
- Tripterospermum
- Urogentias
- Veratrilla
- Voyria
- Voyriella
- Wurdackanthus
- Zonanthus
- Zygostigma

Selon ITIS (6 juil. 2010) :
- Bartonia Muhl. ex Willd.
- Centaurium Hill
- Cicendia Adans.
- Enicostema Blume
- Eustoma Salisb. ex G. Don
- Frasera Walt.
- Gentiana L.
- Gentianella Moench
- Gentianopsis Ma
- Halenia Borkh.
- Leiphaimos
- Lisianthius P. Br.
- Lomatogonium A. Braun
- Obolaria L.
- Sabatia Adans.
- Schultesia Mart.
- Swertia L.
- Voyria Aubl.